# Doncaster Rovers Football Club 2016-2017
Questa pagina raccoglie i dati riguardanti il Doncaster Rovers Football Club nelle competizioni ufficiali della stagione 2016-2017.

## Stagione
La stagione 2016-2017 si è conclusa con il terzo posto in campionato e quindi il ritorno immediato in Football League One, dopo un solo anno in quarta serie.
Nelle coppe invece il cammino della squadra dello Yorkshire si è sempre fermato ai primissimi turni.
John Marquis, capocannoniere della squadra, è stato eletto miglior giocatore dell'anno della Football League Two ed insieme al centrocampista James Coppinger e all'allenatore Darren Ferguson anche nella squadra dell'anno del campionato.

## Rosa
| N. |                             | Ruolo | Calciatore      |
| -- | --------------------------- | ----- | --------------- |
| 2  | Inghilterra (bandiera)      | D     | Craig Alcock    |
| 4  | Irlanda del Nord (bandiera) | D     | Luke McCullough |
| 5  | Francia (bandiera)          | D     | Mathieu Baudry  |
| 6  | Inghilterra (bandiera)      | D     | Andy Butler     |
| 7  | Inghilterra (bandiera)      | C     | Gary McSheffrey |
| 9  | Inghilterra (bandiera)      | C     | John Marquis    |
| 10 | Inghilterra (bandiera)      | C     | Tommy Rowe      |
| 11 | Inghilterra (bandiera)      | A     | Andy Williams   |
| 12 | Inghilterra (bandiera)      | D     | Mitchell Lund   |
| 13 | Slovacchia (bandiera)       | P     | Marko Maroši    |
| 14 | Inghilterra (bandiera)      | C     | Harry Middleton |
| 15 | Galles (bandiera)           | D     | Joe Wright      |

| N. |                        | Ruolo | Calciatore            |
| -- | ---------------------- | ----- | --------------------- |
| 16 | Inghilterra (bandiera) | C     | Jordan Houghton       |
| 17 | Inghilterra (bandiera) | C     | Matty Blair           |
| 18 | Irlanda (bandiera)     | C     | Paul Keegan           |
| 19 | Inghilterra (bandiera) | A     | Liam Mandeville       |
| 20 | Scozia (bandiera)      | D     | Aaron Taylor-Sinclair |
| 23 | Inghilterra (bandiera) | A     | Alfie Beestin         |
| 24 | Inghilterra (bandiera) | C     | Niall Mason           |
| 25 | Inghilterra (bandiera) | C     | Conor Grant           |
| 26 | Inghilterra (bandiera) | C     | James Coppinger       |
| 27 | Francia (bandiera)     | D     | Cedric Evina          |
| 38 | Irlanda (bandiera)     | P     | Ian Lawlor            |
| 39 | Inghilterra (bandiera) | A     | Alfie May             |